# Un paradiso per due
Un paradiso per due è un film per la televisione andato in onda in prima visione il 6 aprile 2010 in prima serata su Canale 5, con Giampaolo Morelli e Vanessa Incontrada.
Il film è stato girato alla fine del 2009 a Montevideo in Uruguay, con alcune scene anche in Sardegna.

## Trama
Alice (Vanessa Incontrada) è una biologa marina che vive in Sardegna con sua figlia Margherita (Laura Esquivel) per occuparsi della salute di un delfino malato; in realtà alla figlia non piace la natura e vorrebbe trasferirsi in città. Carlo Bramati (Giampaolo Morelli) ha un'azienda di costruzioni a Roma e vorrebbe edificare un residence di mini-appartamenti per turisti sul mare, ma per farlo deve espropriare la casa di Alice che sorge proprio nel punto prescelto; la donna, nonostante i molti solleciti, non è intenzionata ad abbandonare la sua abitazione. 
Carlo si reca sull'isola con gli amici Timbro (Dino Abbrescia), che è anche il suo avvocato, e Nerone (Ricky Memphis) e scommette un milione con i due che si porterà a letto la biologa per convincerla a lasciare la casa. Per diventare amico della donna, Carlo si fingerà una persona totalmente diversa da quella che è, amante della natura, vegetariano, contrario alla caccia. Margherita intanto va a Roma a trovare la nonna e conosce Cesare (Gastón Soffritti), ambientalista figlio di Carlo. I due si rivedono a una protesta davanti all'azienda di Carlo, ma arriva la polizia e così il ragazzo fugge con Margherita. 
Edoardo Zanesi (Claudio Castrogiovanni), uno dei soci dell'azienda, si reca in Sardegna dopo aver visto un servizio alla tv in cui Carlo e Alice manifestano per sensibilizzare l'adozione del delfino Italo che servirebbe a salvaguardare la zona del golfo; Edoardo decide di far uccidere il delfino, quasi riuscendoci.  Dopo essere stata avvertita del fatto, Margherita parte per tornare a casa, facendosi accompagnare da Cesare; giunti a destinazione, i due rivelano ad Alice la vera identità di Carlo. Alla fine Carlo confessa il suo amore per la donna e dona il milione di euro della scommessa per ripristinare e migliorare il paradiso naturale tanto caro alla donna.

## Personaggi
- Alice (Vanessa Incontrada): madre di Margherita, biologa, è molto affezionata a Carlo, sua figlia e anche al delfino Italo. Si innamorerà a prima vista di Carlo. È stata lei a scegliere il nome di sua figlia, perché le voleva dare un nome importante che era legato alla natura.
- Margherita (Laura Esquivel): figlia di Alice e amante dello shopping. Si innamorerà di Cesare e si fidanzeranno. Doppiata da Perla Liberatori.
- Carlo Bramati alias Lorens (Giampaolo Morelli): padre di Cesare, imprenditore all'inizio vorrà costruire dei grattacieli e demolire la casa di Alice, ma alla fine si innamorerà di lei, fratello di Rita e cognato di Edoardo.
- Cesare Bramati (Gastón Soffritti): figlio di Carlo, chiamato così per via dell'imperatore, come Alice è un biologo e ama la gente, organizza manifestazioni contro l'azienda di suo padre e non va d'accordo con lui. Si innamorerà di Margherita, sarà lui a dire la verità ad Alice su suo padre, farà capire lui a suo padre che ci deve riprovare con Alice. Doppiato da Lorenzo De Angelis.
- Nerone (Ricky Memphis): amico di Carlo e Timbro, anche lui come loro vorrebber costruire dei residence sul terreno del paradiso naturale. Aiuterà Carlo a rimediare ai danni subiti dalla casa di Alice.
- Timbro (Dino Abbrescia): così soprannominato, non si sa quale sia il suo vero nome. Ha moglie e 2 figli. Complice nel tentativo di uccidere Italo.
- Edoardo Zanesi (Claudio Castrogiovanni):  sposato con Rita, sarà lui a chiamare la polizia quando Cesare lancerà pomodori assieme ad altri manifestanti alla sede dell'azienda e si occuperà della tentata uccisione di Italo.
- Rita Bramati (Florencia Raggi): Sposata con Edoardo e sorella di Carlo.
- Italo: delfino. Vivace ed amichevole, rimane vittima di un tentativo di assassinio da parte di Edoardo, ma riesce a sopravvivere.

## Ascolti
| Prima TV Italia | Telespettatori | Share  |
| --------------- | -------------- | ------ |
| 6 aprile 2010   | 4.410.000      | 17,16% |